# Under a Blood Red Sky
Este artigo é sobre o álbum ao vivo. Para o filme-concerto, ver Live at Red Rocks: Under a Blood Red Sky.
| Críticas profissionais | Críticas profissionais |
| Avaliações da crítica  | Avaliações da crítica  |
| Fonte                  | Avaliação              |
| ---------------------- | ---------------------- |
| Allmusic               | [ 1 ]                  |
| Pitchfork Media        | 9.0/10                 |
| Robert Christgau       | A-                     |
| Rolling Stone          | [ 4 ]                  |

Under a Blood Red Sky é um mini-LP de músicas ao vivo da banda de rock irlandesa U2, produzido por Jimmy Iovine e lançado em 7 de novembro de 1983. Junto com o filme-concerto, Live at Red Rocks: Under a Blood Red Sky, o lançamento ajudou a estabelecer a reputação do U2 como uma banda ao vivo, fazendo da banda um gênero musical de college rock.

## História
O álbum é composto por gravações ao vivo de três shows da banda durante a War Tour de Colorado, em Boston, e na Alemanha. Em destaques do álbum, inclui a versão de "Sunday Bloody Sunday" (famosa por Bono introduzir com as palavras, "esta não é uma canção de rebeldia") e um animado b-side, "Party Girl".
Um vídeo que o acompanha, intitulado Live at Red Rocks: Under a Blood Red Sky foi lançado no ano seguinte. Ao contrário do álbum, o filme foi gravado inteiramente no exterior do "Red Rocks Amphitheatre" em 5 de junho de 1983. O desempenho da banda de "Sunday Bloody Sunday" do filme tem sido citado como uma dos "50 momentos que mudaram a história do rock n' roll".
O título é tirado da letra da canção "New Year's Day", lançado originalmente no álbum, War. Mais tarde, foi lançado em CD remasterizado em 29 de setembro de 2008.

## Lista de faixas
Todas as canções foram escritas e compostas pelo U2, com letras de Bono.
| Lado 1 |                        |                                                      |         |  |
| N.º    | Título                 | Gravado em                                           | Duração |  |
| 1.     | "Gloria"               | Denver, Colorado, em 5 de junho de 1983              | 4:32    |  |
| 2.     | "11 O'Clock Tick Tock" | Boston, Massachusetts, em 6 de maio de 1983          | 4:34    |  |
| 3.     | "I Will Follow"        | Sankt Goarshausen, Alemanha, em 20 de agosto de 1983 | 3:36    |  |
| 4.     | "Party Girl"           | Denver, Colorado, em 5 de junho de 1983.             | 2:52    |  |

| Lado 2 |                        |                                                      |         |  |
| N.º    | Título                 | Gravado em                                           | Duração |  |
| 1.     | "Sunday Bloody Sunday" | Sankt Goarshausen, Alemanha, em 20 de agosto de 1983 | 4:55    |  |
| 2.     | "The Electric Co."     | Sankt Goarshausen, Alemanha, em 20 de agosto de 1983 | 5:18    |  |
| 3.     | "New Year's Day"       | Sankt Goarshausen, Alemanha, em 20 de agosto de 1983 | 4:29    |  |
| 4.     | "40"                   | Sankt Goarshausen, Alemanha, em 20 de agosto de 1983 | 3:36    |  |

Durante a gravação de "The Electric Co.", Bono incluiu um snippet com 27 segundos de Stephen Sondheim da canção "Send in the Clowns". No Under a Blood Red Sky, o U2 não conseguiu obter permissão e pagar o licenciamento adequado e taxas de royalty para incluir esse pedaço de música de Sondheim no álbum. Quando Sondheim opôs, a banda concordou em pagar multa de $50.000 (US) para a utilização não autorizada e para pressionar todas as versões futuras com uma nova versão que inclui o trecho.
Basicamente, existem agora duas versões do disco de vinil: o original de "The Electric Co.", com duração de 5:18 e a versão editada de 4:51. No entanto, os vários CDs prensados em todo o mundo variam as versões da canção que estão incluídos.
- O CD digipack com três dobras prensado nos Estados Unidos com listas corretas de "The Electric Co." às 4:51 e contém a versão editada da música.
- Posteriormente, as prensagens nos Estados Unidos do CD em formato padrão com listas incorretas de "The Electric Co." às 5:18, mas contém a versão editada da música.
- Algumas prensagens, e talvez todos os CDs europeus com a lista correta de "The Electric Co." às 5:18 e tem uma versão não editada da música (o mesmo é provavelmente verdadeiro de outras prensagens do CD em todo o mundo).
- Uma prensagem do CD australiano com as trilhas em listas de 4:57, mas a música realmente executa os 5:18.
- Todas as edições remasterizadas contém a versão editada da música.

## Paradas e certificações
| País/Parada                             | Melhor posição |
| --------------------------------------- | -------------- |
| Alemanha (Media Control Charts)         | 77             |
| Austrália (ARIA Charts)                 | 39             |
| Bélgica (Ultratop 50 Flanders)          | 39             |
| Bélgica (Ultratop 40 Valônia)           | 51             |
| Espanha (PROMUSICAE)                    | 36             |
| Países Baixos (MegaCharts)              | 5              |
| Nova Zelândia (RIANZ)                   | 1              |
| Portugal (Hit List Portugal)            | 20             |
| Suécia (Sverigetopplistan)              | 22             |
| Reino Unido (UK Albums Chart)           | 2              |
| Estados Unidos (Billboard 200)          | 28             |
| Estados Unidos (Top Pop Catalog Albums) | 5              |

| País                  | Certificação | Vendas     |
| --------------------- | ------------ | ---------- |
| Alemanha (BVMI)       | Platina      | 500 000+   |
| Canadá (Music Canada) | Ouro         | 200 000+   |
| Estados Unidos (RIAA) | 3× Platina   | 3 000 000+ |
| França (SNEP)         | Platina      | 300 000+   |
| Reino Unido (BPI)     | 3× Platina   | 900 000+   |

## Equipe e colaboradores
- Bono - vocal
- The Edge - guitarra, teclado, vocal de apoio, baixo (somente durante a canção "40")
- Adam Clayton - baixo, guitarra (somente durante a canção "40")
- Larry Mullen Jr. - bateria